# Bon voyage (Klaus Schulze)
Bon voyage is een postuum uitgebracht livealbum van Klaus Schulze. 

## Inleiding
Schulze overleed in 2022 en liet daarbij een enorm archief na, dat hijzelf ook al jarenlang exploiteerde. Door steeds verbeterde technieken kunnen daarbij steeds oudere opnamen opgepoetst en uitgebracht worden. Dat geldt ook voor Bon voyage, dat is opgenomen in Hamburg 1981. Schulze hield toen met Manuel Göttsching een tournee door Nederland, België, Luxemburg, Frankrijk en Duitsland, waaronder het concert van deze registratie. Schulze had net zijn eigen platenlabel IC opgericht waarop zijn album Trancefer was uitgebracht. In die periode bouwde hij ook een eigen geluidsstudio en had hand in een uitbreiding van audioapparatuur, maar ook videoapparatuur om de door hem geboekte artiesten te kunnen vastleggen. Die nieuwe videoapparatuur werd gebruikt om dit concert vast te leggen; Schulze werd wel geremd door de beperkte mogelijkheden (techniek en financiën; er werd met één camera gewerkt). Bon voyage laat de gebruikelijke Schulzemuziek horen. De Trancefertournee ging de boeken in als de kerktournee; er werd voornamelijk in kerken gespeeld, zo niet in Nederland waarbij hij de Stadsschouwburg in Heerlen (19 november 1981), Concertgebouw De Vereeniging in Nijmegen (21 november) en de Stadsgehoorzaal in Leiden (22 november) aandeed. Voorts was hij onderwerp van het programma Walhalla van de Katholieke Radio Omroep. Overigens signaleerde de technicus van destijds dat kerken absoluut ongeschikt waren voor de apparatuur van Schulze; er moesten enorme kasten de kerk in- en uitgetild worden, soms waren deuren te smal. Progwereld wees er op dat vanwege de ouderdom van deze muziek teruggekeken kan worden naar de begintijd van de elektronische muziek, niet alleen vanwege nostalgisch oogpunt maar vooral ook naar de ontwikkeling die die stroming daarna heeft doorgemaakt en waartoe Schulze en Göttsching hebben bijgedragen. 

## Musici
- Klaus Schulze – synthesizers, elektronica
- Manuel Göttsching – (gitaar)synthesizers, elektronica

## Muziek
Alle muziek van Schulze

| Nr. | Titel              | Duur  |
| --- | ------------------ | ----- |
| 1.  | The journey begins | 4:46  |
| 2.  | Bon temple         | 30:06 |
| 3.  | Ash Tari moderne   | 6;31  |
| 4.  | Moulin bleu        | 16:32 |
| 5.  | Kreisreise         | 5:27  |
| 6.  | Ritus duplex       | 8:12  |
| 7.  | Wiegenlied         | 3:45  |

| Nr. | Titel           | Duur  |
| --- | --------------- | ----- |
| 1.  | Voyage (encore) | 14:54 |

Het derde schijfje  bevat de liveregistratie. Het album werd ook als dubbelelpee uitgebracht.